# Histoire de vie
La pratique des histoires de vie se retrouve dans diverses disciplines de sciences humaines et sociales comme l'ethnologie, la sociologie, la psycho-sociologie ou le marketing. Elle est également présente dans la littérature ou encore le développement personnel. Il convient donc de bien identifier le contexte dans lequel il est fait appel aux histoires de vie.
La définition de Pineau et Le Grand (2013) semble suffisamment large pour tenir compte de toutes ces pratiques : l'histoire de vie est une "recherche et [une] construction de sens à partir de faits temporels personnels, elle engage un processus d'expression de l'expérience". Les auteurs expliquent que l'histoire de vie permet de donner la parole à des entités qui n'ont pas toujours l'occasion de s'exprimer. L'histoire de vie a donc une valeur performative qui donne "l'accès au statut de personne".

## Les histoires de vie comme pratique sociale
Chacun d'entre nous fait de l'histoire de vie à divers moments de son existence. Tel ami qui revient d'un voyage va nous raconter sa découverte. Tel cousin rencontré à l'occasion d'une réunion de famille nous retrace le récit d'une branche peu connue. Tel homme pris en autostop entreprend de nous retracer un parcours étonnant. Ces diverses pratiques orales sont multiformes et s'enchevêtrent dans des réseaux de causes et de motifs variés dont se dégage comme dominante forte la nécessité compréhensive de trouver et de donner un sens à la série des évènements vécus par un sujet. Toujours dans le cadre d'une pratique sociale discrète, n'accédant pas encore au statut valorisé de production culturelle, on trouve la pratique éminemment personnelle, écrite cette fois, du journal intime. Certains de ces documents, comme le journal d'Anne Frank, au hasard d'une découverte ou bien de circonstances historiques exceptionnelles accèdent à l'édition. Une autre pratique écrite consiste à faire appel à un biographe, écrivain public ou conseil en écriture professionnel.
Le récit de vie peut également devenir un facteur de lien social, un témoignage permettant de porter la parole de personnes "oubliées", de "laissés-pour-compte". C'est le parti-pris de Catherine Schmutz-Brun. Dans son ouvrage "Le Récit de vie de la personne âgée en institution", cette docteure en sciences de lʹéducation, spécialisée en histoires de vie et en formation, redonne la parole aux aînés hébergés dans des structures médicalisés. Outre le partage d'une époque et d'une forme de mémoire collective, cette initiative a l'avantage d'offrir à des personnes âgées très souvent isolées socialement un espace pour s'exprimer librement ainsi que des temps d'écoute. Catherine Schmutz-Brun a créé un certificat de recueilleurs de récits de vie à lʹuniversité de Fribourg (Suisse).

## Les histoires de vie dans l'histoire
De la biographie à l'autobiographie
- les bios socratiques ou les vies des philosophes
- Les Confessions de Saint Augustin
- Les Essais de Montaigne
- les confessions de Jean-Jacques Rousseau
- Un exemple d'autobiographie radicale a forte valeur historique : Les Mémoires d'un paysan bas-breton de Jean-Marie Déguignet

## Les histoires de vie comme méthode de recherche en sciences humaines et sociales
Récits de vie, histoires de vie, approche biographique, ces notions se réfèrent à des démarches mises en œuvre par les chercheurs en sciences humaines et sociales. Les ethnologues sont parmi les premiers à y avoir recours et ils font connaître leurs travaux au grand public grâce à certains récits devenus célèbres. On peut citer notamment :
– Soleil hopi : l'autobiographie d'un Indien hopi de Don C. Talayesva ;
– Les Enfants de Sanchez de l'anthropologue Oscar Lewis ;
– Le Cheval d'orgueil : mémoires d'un Breton du pays bigouden de Pierre Jakez Hélias.
– Mémoires d'un paysan bas-breton de Jean-Marie Déguignet
Ces divers travaux utilisent le récit de vie comme méthode privilégiée de description des conditions d'existence de femmes et d'hommes dans une culture spécifique à un moment donné de leur histoire. Ces récits, qu'ils soient provoqués par le chercheur, comme les deux premiers ou bien qu'ils soient auto-biographiques comme pour le Cheval d'orgueil recèlent une très forte valeur heuristique à la fois par leur authenticité et par la complexité qu'ils donnent à voir. Dans une étude consacrée aux histoires de vie dans le champ des sciences humaines et sociales, Christine Delory Momberger les situe dans une filiation avec le romantisme allemand et la philosophie compréhensive de Wilhelm Dilthey. Marie-Christine Josso a montré dans sa thèse "Cheminer vers soi" (1989) que les histoires de vie se situent à la croisée d'un ensemble de disciplines parmi lesquelles on trouve la sociologie de l'éducation Berger et Luckman, l'anthropologie fondamentale Gilbert Durand et la philosophie de la connaissance Ferdinand Gonseth. Par la suite, ses travaux de recherche mettent en évidence un ensemble de concepts montrant le caractère paradigmatique des connaissances produites par l'approche biographique en sciences de l'humain. L'opposition traditionnelle entre individuel et collectif, subjectivité et objectivité, intériorité et extériorité, expérientiel et expérimental, par exemple, se trouve ainsi intégré dans le paradigme du singulier pluriel. Les thématisations rendues possibles par les approches biographiques foisonnantes font de celles-ci un creuset de nouvelles connaissances et compréhensions des processus qui caractérisent formations et transformations socioculturelles de la vie intime à la vie publique.
Les sociologues de l'École de Chicago, dans les années 1920, vont eux aussi utiliser les histoires de vie pour tenter de comprendre les processus à l'œuvre dans les phénomènes de l'immigration, de la délinquance et de la déviance. Le Paysan polonais en Europe et aux États-Unis de Florian Znaniecki constitue un ouvrage fondateur de la sociologie américaine, il s'appuie sur l'analyse de récits de vie recueillis auprès de cette population de migrants polonais d'origine rurale venus peupler massivement les villes du nord des États-Unis au début du XXe siècle. Pierre Bourdieu, après avoir dénoncé ce qu'il appellera l'illusion biographique et déclaré que « la malédiction de la sociologie c'est avoir affaire à des objets qui parlent » aura lui aussi recours aux récits de vie lors d'une recherche collective qu'il dirigera au début des années quatre-vingt et qui sera publiée sous le titre de La Misère du monde.
Dans le champ de la psychologie, on peut citer Les Mémoires d'un névropathe de Daniel Paul Schreber, document autobiographique qui servira de base à l'étude de la psychose pour de nombreux auteurs dont Sigmund Freud. Pour Vincent de Gaulejac, l'approche des histoires de vie permet d'éviter le double écueil « du concept sans vie et de la vie sans concept dans la recherche en sciences humaines ».
Dans le champ de la formation d'adultes, un courant de recherche action a développé les histoires de vie comme moyen de formation aux multiples usages: construction d'identité, bilan de vie, reconnaissance des acquis, construction d'histoires individuelles et collectives. Ce courant a émergé sous la forme principalement de l'Association internationale des histoires de vie en formation (ASIHVIF).

## Une démarche clinique d'intervention
À partir d'une étude réalisée sur le récit autobiographique d'Annie Ernaux Les Armoires vides (1974), Vincent de Gaulejac a dégagé le concept de névrose de classe. Cet auteur, qui propose par ailleurs des ateliers d'histoires de vie à différents acteurs du champ sanitaire et social, parle d'un travail d'implication personnelle qu'il situe à l'articulation du psychique et du social. L'approche envisagée est qualifiée de sociologie clinique. Le groupe d'histoire de vie peut être défini comme un espace de coproduction dialectique de sens. Cet auteur parle de sociologie clinique, car le travail effectué s'appuie sur les conditions sociales, historiques, économiques qui contribuent à étayer l'économie psychique d'un sujet. « Freud a oublié qu'Œdipe était roi » est une boutade qu'on[Qui ?] attribue à cet auteur[réf. souhaitée]. Il cite également les paroles de Charlie Chaplin qui dit que la misère qu'il a connu dans son enfance a constitué un déterminisme à ses yeux plus important que les pulsions sexuelles qu'il aurait pu éprouver pour sa mère. Mais la sociologie clinique ne renie pas l'apport de la psychanalyse. Au contraire, elle essaie de trouver les points d'articulations dans un récit entre les déterminismes psychosexuels issus de la triangulation œdipienne et leur contextualisation sociale-historique.

### Cadre méthodologique des groupes d'histoire de vie
1. Analyse de la demande, centrage sur l'objet de quête
2. Contrat préalable de fonctionnement et de régulation
3. Travail d'émergence de valeurs à partir d'exercices et d'explorations (Recherche sur les origines du prénom, Photolangages, Représentation des projections parentales, Recherches généalogiques mentionnant la place et les particularités des différents protagonistes, Rédactions de romans symboliques, Lignes de vie...)
4. Travail d'énonciation de son histoire de vie
5. Travail collectif et individuel sur l'énoncé

L'analyse de la demande est un moment déterminant où l'intervenant va aider le locuteur à préciser ce qui le motive dans ce travail. Une des difficultés sera de s'assurer que la motivation sous-jacente n'est pas une demande relevant d'un dispositif thérapeutique. Cette question traverse la démarche des histoires de vie dont les modalités les amènent souvent à la frontière entre thérapie et psychanalyse. (On peut lire à ce sujet l'ouvrage sous la direction de Christophe Niewiadomski et Guy de Villers : Souci et soin de soi, Liens et frontières entre histoire de vie, psychothérapie et psychanalyse, aux éditions l'Harmattan). En règle générale, les ateliers d'histoire de vie n'ont pas de visée thérapeutique à proprement parler mais s'inscrivent dans le cadre d'un travail d'élucidation de son histoire personnelle au regard par exemple d'un parcours de formation. Il peut être proposé à un groupe d'adultes volontaires en formation d'effectuer un travail d'expression de leur parcours éducatif et formatif. La visée ici est plus formative que strictement thérapeutique mais on se doute bien que certains parcours ne sont pas dénués d'une souffrance qui n'a peut-être jamais été élaborée. Le dispositif risque de réactiver ces souffrances, tout comme il permet au sujet qui s'y inscrit de les mettre à distance et de leur donner un sens nouveau. Il y a dans ce cas, indéniablement, des effets thérapeutiques qui permettront, peut-être, au sujet d'envisager différemment son rapport à l'apprentissage et lui donneront, peut-être, l'occasion de s'engager positivement dans une nouvelle démarche de formation. Dans le cadre de la proposition par l'intervenant d'un groupe de développement personnel, par exemple "le rapport à l'argent", il importe également au cours d'un entretien préalable avec les participants de préciser leur demande et de s'assurer d'une homogénéité suffisante du groupe au regard de la question de la limite thérapie/histoire de vie.
Contrat préalable de fonctionnement et de régulation Pour les praticiens des histoires de vie, ce moment est fondateur du fonctionnement du groupe. Il s'agit pour les participants de déterminer les règles de fonctionnement qui permettront d'effectuer le travail sur son histoire personnelle dans un climat de sécurité psychologique. Une demi-journée, parfois une journée entière peut être consacrée à l'élaboration collective de ce contrat qui fera office de cadre régulant les prises de paroles, les relations entre participants, le rôle de l'animateur, la nature des interventions de chacun, l'utilisation ultérieure des productions. Il est important que ce soit le groupe qui définisse ses propres règles de fonctionnement. L'animateur a bien sûr son mot à dire mais il est souhaitable qu'il laisse d'abord le groupe travailler sur ces questions : Qu'est-ce qui va me permettre de faire le récit de mon histoire en confiance dans ce groupe ? Qu'est-ce que j'attends de ce groupe ? Qu'est-ce qui serait pour moi un frein à ma participation ? Quelle règles communes se donne-t-on pour fonctionner ? Qui sera garant du respect de ce contrat ?

### Cadre éthique des groupes d'histoire de vie
- Volontariat éclairé des participants
- Respect de la confidentialité
- Pas d'utilisation des productions à des fins de recherche ou de publication sans accord des auteurs
- Non violence symbolique des interprétations
- Pluralité des références théoriques
- Le dernier mot sur son histoire appartient à l'énonciateur qui est considéré comme l'expert (de sa propre expérience)
- Nécessité pour l'animateur d'avoir effectué lui-même un travail sur sa propre histoire de vie

## Limites et risques de la démarche
Un des risques de l'approche des histoires de vie serait sa systématisation dans différents champs de l'intervention sociale. Didier Fassin par exemple a pu noter comment l'attribution de certaines aides sociales pouvait être parfois conditionnée à ce qu'il a nommé le registre de la supplique. L'usager des services sociaux peut se sentir sommé de dire son histoire encore et encore de manière à obtenir une aide financière ou sociale que la seule énonciation de sa condition objective aurait suffi à justifier. Mais le besoin de dire son histoire est fort lorsqu'on est face à une figure bienveillante. "Toute l'histoire de la souffrance réclame vengeance et demande le récit" dit Paul Ricœur, comment comprendre l'autre en dehors de son histoire mais également, comment ne pas l'y enfermer?

## Les histoires de vie comme démarche de mise en forme de soi
Ce qui, dans le passé, caractérise le fait d'écrire ses "mémoires" est l'appartenance à une élite, politique ou intellectuelle. La participation à des faits historiques marquants légitime l'auteur qui d'une certaine manière est perçu comme faisant œuvre d'utilité publique en donnant à voir de l'intérieur l'histoire de grands événements ou bien en livrant son regard sur tels "grands personnages". Mais l'œuvre de Montaigne et plus tard celle de Rousseau considérées comme fondatrices de la modernité, ouvrent la voie pour ce qui va devenir au vingtième siècle un exercice qui se démocratise. La parole sur soi et par extension l'écriture sur soi fonde et actualise un sujet qui se veut libre. « Que vais je faire de ce que l'on a fait de moi ? » telle est l'interrogation fondamentale de l'existentialisme posée plus tard par Jean Paul Sartre. Dès lors, ce n'est plus le « grand événement » qui régit la légitimité de l'écrit biographique mais au contraire sa radicale « qualitativité subjective ». Sans doute qu'il importe peu de savoir ce que la science va faire d'un écrit comme celui d'Anne Frank ou bien du président Schreber. Anne Frank écrit bien pour un autre, mais cet autre c'est l'interlocuteur dont elle a besoin pour survivre, pour donner un sens à l'épreuve qu'elle traverse. On peut en dire autant de Daniel Paul Schreber. Dans ces Mémoires d'un névropathe il s'invente lui-même comme sujet libre dans un acte fondateur de résistance à l'institution judiciaire et psychiatrique. On peut dire que Freud, Gilles Deleuze et bien d'autres ont eu besoin des écrits de Daniel Paul Shreber pour étayer leurs thèses sur le délire paranoïaque. L'auteur, lui n'avait pas besoin d'eux comme savants, pour s'inventer tel qu'il le fait dans son acte d'écrire. Bien sûr, il lui faut un lecteur, mais celui-ci n'est pas nécessairement la Science. Il lui suffit d'un autre, humain, qui puisse le lire pour que son travail d'écriture prenne sens. En ce sens, cet écrit surpasse les lectures qui peuvent en être faites avec les catégories de la psychologie ou de la psychiatrie et ce n'est sans doute pas pour rien qu'on demande encore aux étudiants en clinique psychanalytique de lire Schreber dans le texte avant de lire les interprétations qu'ont pu en faire tel ou tel auteur savant. Ces exemples montrent et réaffirment la pratique de l'histoire de vie comme une constante anthropologique fondatrice. Ces récits existent avant même qu'un tiers vienne les solliciter. Ils témoignent sans doute de la qualité émergente de la conscience et de la créativité radicale de l'imagination. Le récit qu'un sujet se fait de son histoire est pris dans d'autres grands et petits récits de collectifs, de familles, de groupes d'appartenance divers. Il est pris dans une culture donnée et les contraintes du langage manquent toujours à rendre compte pleinement de la complexité et de l'énergie foisonnante de la vie. Aucune vie ne peut se dire pleinement. Aucun récit de vie ne peut prétendre épuiser la vérité d'un sujet. C'est bien ce qui doit nous rendre humble et prudent par rapport à ces pratiques. Le respect et l'écoute des silences vaut parfois bien plus qu'un récit qui verserait du côté de l'aveu et qu'on aurait pu par les divers jeux des places sociales, extorquer à son auteur.

### Articles généraux
- Les récits de vie, Sciences humaines, no 102
- Maud Navarre, « Vincent de Gaulejac. La sociologie clinique donne du sens aux histoires personnelles », Sciences humaines, no 333,‎ février 2021, p. 24 à 27 (ISSN 0996-6994).

### Littérature
- Philippe Lejeune, Catherine Bogaert Le Journal intime - Histoire et anthologie
- Philippe Lejeune, Le pacte autobiographique, Seuil, coll. Poétique, 1975.
- Philippe Lejeune, Moi aussi, Seuil, coll. Poétique, 1986.
- Béatrice Didier, Le journal intime, PUF, coll. littératures modernes, 1976.
- Daniel Madelénat, La biographie, PUF, coll. littératures modernes, 1984.
- Georges Gusdorf, Les écritures du moi (lignes de vie 1), éditions Odile Jacob, 1991.
- Georges Gusdorf, Auto-bio-graphie (lignes de vie 2), éditions Odile Jacob, 1991.

### Sociologie
- Les Récits de vie : Perspectives ethnosociologiques, Daniel Bertaux
- L'Histoire en héritage, roman familial et trajectoire sociale, Vincent de Gaulejac
- La Morale de la question sociale, Numa Murard
- La Méthode biographique, Jean Peneff
- Les récits de vie - théorie et pratique, J.Poirier, S.Claper-Valladon, P.Raybaut, PUF, coll. le sociologue, 1983.

### Théorie et pratiques
- Les histoires de vie, 4e édition, Paris, PUF, 2007, Gaston Pineau et Jean-Louis Le Grand, Que Sais-je ?
- Histoires de vie et alcoolisme, Christophe Niewiadomski
- L'Histoire de vie comme méthode clinique, Guy de Villers
- Théorie et pratique de l'autobiographie raisonnée, Henri Desroche
- Les Histoires de vie, théories et pratiques, Revue éducation permanente no 142

### Formation
- Faire de sa vie une histoire, Théories et pratiques de l'histoire de vie en formation, Alex Lainé
- Collection Histoire de vie et formation aux éditions L'Harmattan

### Théorie
- Le biographique, la réflexivité et les temporalités, L'Harmattan, 2009, Dominique Bachelart et Gaston Pineau
- Souci et soin de soi. Liens et frontières entre histoire de vie, psychothérapie et psychanalyse, Christophe Niewiadomski
- Les Histoires de vie : De l'invention de soi au projet de formation, Christine Delory Momberger
- Temps et récit, Paul Ricœur
- Cheminer vers soi, L'Âge d'Homme, Paris, 1997 (2e édition) Marie-Christine Josso
- Expériences de vie et Formation, Préface de Gaston Pineau, L'Harmattan, Paris, 2011, Marie-Christine Josso
- La formation au cœur des récits de vie: Expériences et savoirs universitaires L'Harmattan, Paris 2000, Marie-Christine Josso (Dir.)
- Éloge de la fragilité, Montréal, Liber, 2000, Pierre Bertrand
- La part d'ombre, Montréal, Liber, 2010, Pierre Bertrand
- Cette vie en nous, Montréal, Liber, 2012, Pierre Bertrand